# Todd McFarlane

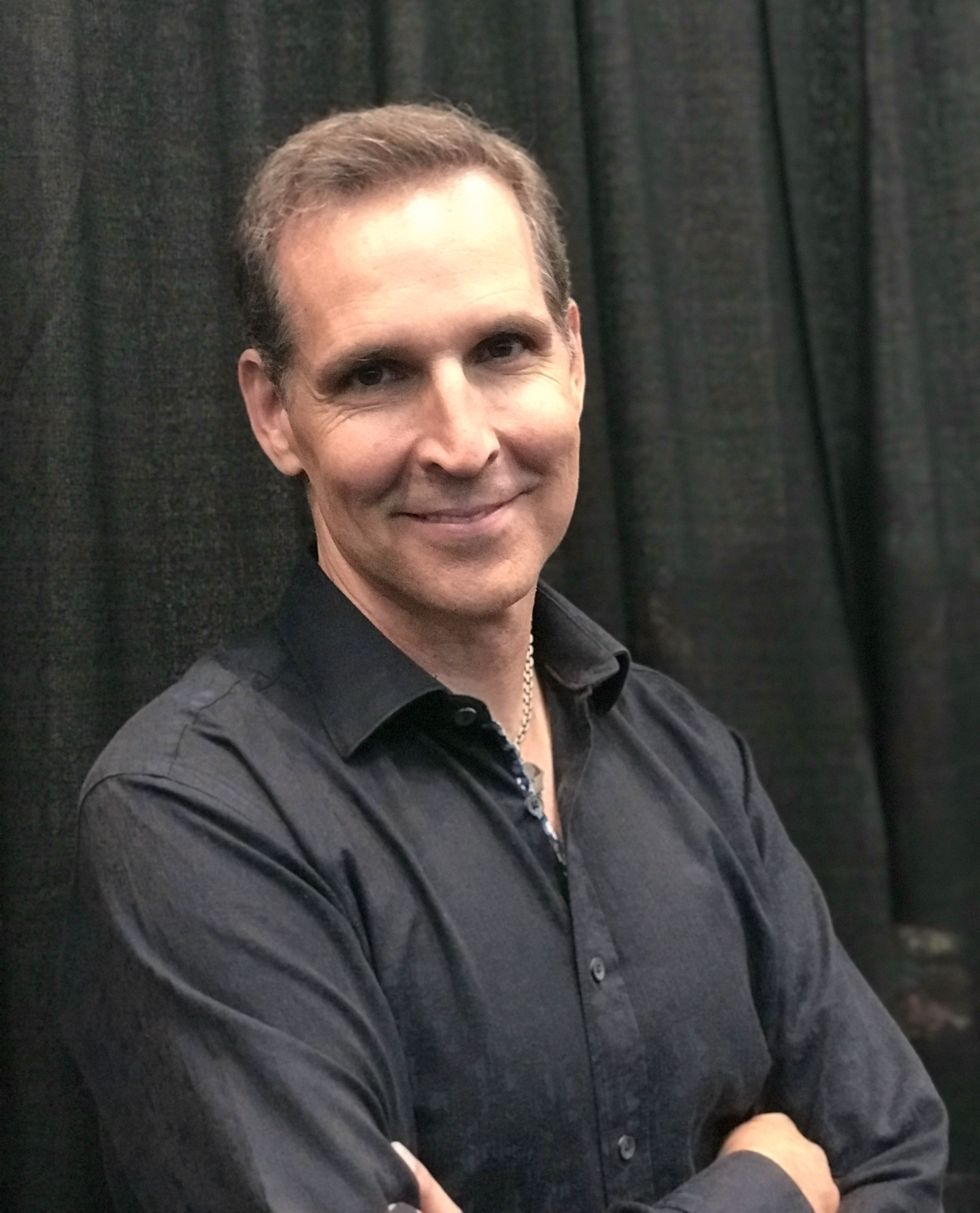
Todd McFarlane (2017)

Todd McFarlane (* 16. März 1961 in Calgary, Alberta) ist ein kanadisch-amerikanischer Comiczeichner.

## Geschichte
McFarlane wuchs in Kalifornien auf und wollte eigentlich Baseballprofi werden. Als er wegen einer Verletzung nicht mehr spielen konnte, begann er Comics zu zeichnen. Er arbeitete nach seinem Collegeabschluss in Grafik/Design an der Eastern Washington University zunächst vor allem für die Comic-Verlage Marvel und DC. 1985 heiratete er und zog zurück nach Kanada. Anfänglich war er vor allem für die Serien The Incredible Hulk, Daredevil und G.I. Joe: A Real American Hero bei Marvel beschäftigt. Ende der 1980er Jahre kreierte er etliche Ausgaben des DC Comics Batman und der Marvel-Serie Wolverine. Durch den gewaltigen Erfolg, den McFarlane als Co-Zeichner der Comicserie The Amazing Spider-Man hatte, bekam er eine eigene Spider-Man-Heftreihe. Die erste Ausgabe erschien im September 1990 und wurde zum meistverkauften Comicheft aller Zeiten. McFarlane zeichnete die Ausgaben dieser Reihe bis Heft sechzehn. Er war es, der den Lesern erstmals Venom vorstellte, den Gegner von Spider-Man, der auch im Film Spider-Man 3 zu sehen ist. Auf dem Höhepunkt seines Erfolges bei Marvel kündigte er. 1991, nach der Geburt seiner Tochter, hörte McFarlane zunächst auf Comics zu zeichnen und zog nach Portland, Oregon. 1992 war McFarlane einer der Mitbegründer des Comic Verlags Image Comics. Unter dem Image Label veröffentlichte er insbesondere die Serie Spawn. Diese gehört seit dem ersten Heft zu den meistverkauften Comic-Heften der USA. Todd McFarlane lebt derzeit mit seiner Familie in Phoenix, Arizona.

## McFarlane Toys

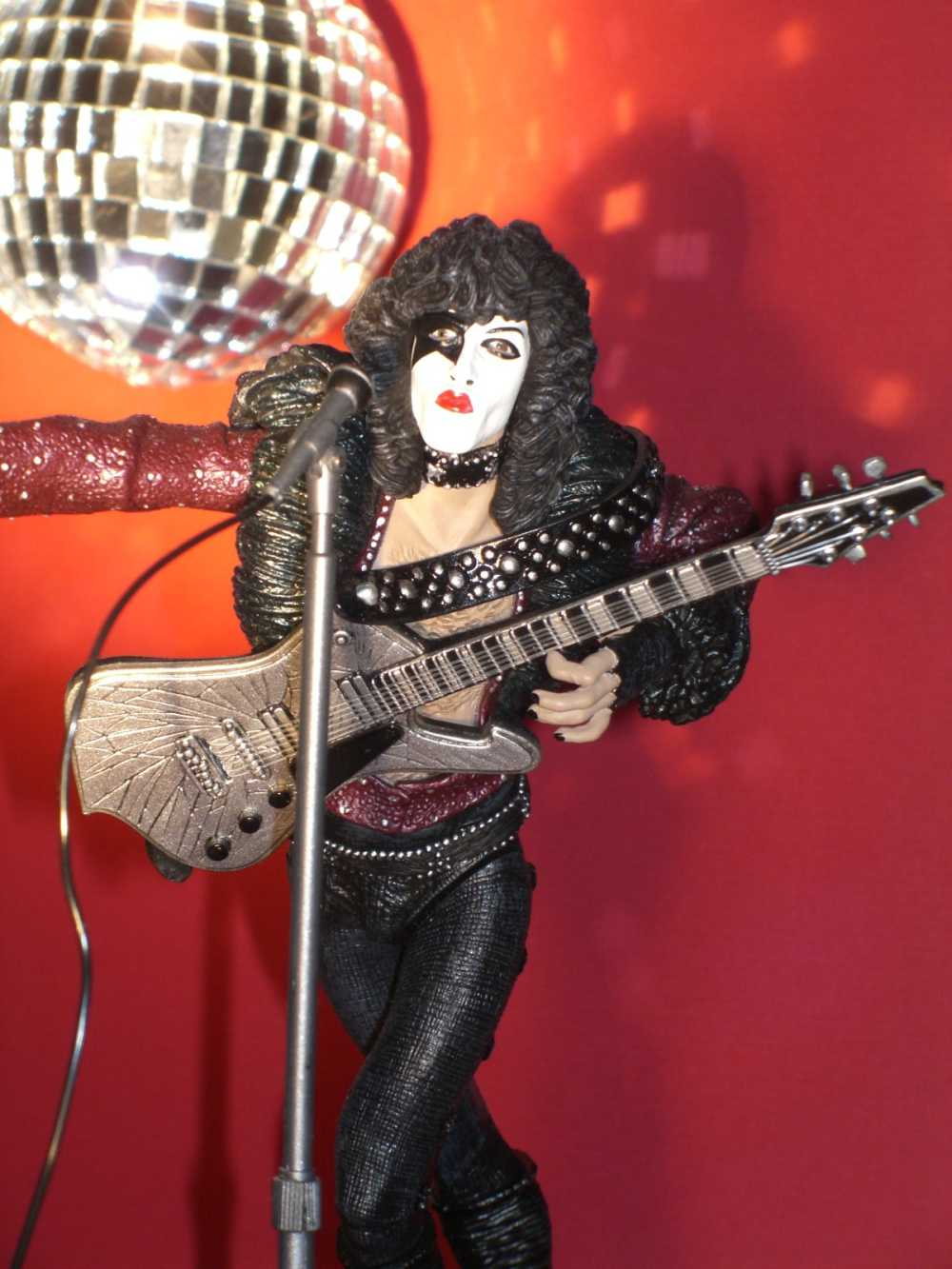
McFarlane-Action-Figur von Paul Stanley, Sänger und Gitarrist der Rockband Kiss

Ursprünglich zur Vermarktung der Figur Spawn gründete er die Marketing- und Merchandising-Firma Todd Toys, die später in McFarlane Toys umbenannt wurde. Diese Produktsparte schrieb neben den Comics eine eigene Erfolgsstory und genießt in Sammlerkreisen mittlerweile Kultstatus. Neben detailgetreuen Miniatur-Skulpturen, sog. Action-Figuren, von Comic-Figuren und von bekannten US-Sportlern aus den Bereichen Eishockey, Baseball, Football und Basketball werden vor allem auch Figuren der Popkultur aufgelegt. Insbesondere werden den Stars des Rockmusik-Business kleine Denkmale gesetzt. Zu den beliebtesten McFarlane Music Figures gehören authentische Kunststoff-Darstellungen von Jimi Hendrix, Elvis Presley, Jimmy Page, Ozzy Osbourne, Slash, Jim Morrison, Alice Cooper sowie der Bands Mötley Crüe, KISS und Metallica. Im wöchentlich veranstalteten Chat mit Firmengründer Todd McFarlane äußern Fans Wünsche nach neuen Figuren. Auf der Wunschliste stehen etwa Rockstars wie Axl Rose, Robert Plant, Steven Tyler und Joe Perry. Für August 2007 wurden Figuren der Musiker Jon Bon Jovi und Richie Sambora angekündigt.

## Weitere Projekte
McFarlane zeichnete für den Film Lost Heaven von und mit Jodie Foster die Tricksequenzen.
Außerdem führte er Regie bei folgenden Musikvideos:
- Korn  - Freak on a Leash
- Disturbed - Land Of Confusion
- Pearl Jam - Do The Evolution

Er ist Teilhaber an der nordamerikanischen Eishockeymannschaft Edmonton Oilers aus der National Hockey League und schuf das Design von deren Alternativ-Trikot.
Er zeichnete die Album-Cover zu Follow the Leader von Korn und Ten Thousand Fists von Disturbed.
Außerdem erschuf er zusammen mit Ken Rolston, R. A. Salvatore und Grant Kirkhope die Welt des Videospiels Kingdoms of Amalur: Reckoning. Auch entwarf er ein paar Charaktere im Spiel zu Shrek. Einen kleinen Auftritt in Mass Effect 3 hatte er auch, denn er entwarf die Reckoner-Knight-Panzerung. Er hat ebenfalls eine Montur für Assassin’s Creed Unity entworfen.